# Ленґ (Млавський повіт)
Ленґ (пол. Łęg) — село в Польщі, у гміні Вечфня-Косьцельна Млавського повіту Мазовецького воєводства.
Населення — 75 осіб (2011).
У 1975-1998 роках село належало до Цехановського воєводства.

## Демографія
Демографічна структура станом на 31 березня 2011 року:
|          | Загалом | Допрацездатний вік | Працездатний вік | Постпрацездатний вік |
| -------- | ------- | ------------------ | ---------------- | -------------------- |
| Чоловіки | 36      | 13                 | 21               | 2                    |
| Жінки    | 39      | 9                  | 25               | 5                    |
| Разом    | 75      | 22                 | 46               | 7                    |